# Dmitri Sadóvnikov
Dmitri Nikoláyevich Sadóvnikov (en ruso: Дмитрий Николаевич Садовников, 7 de mayo de 1847 en Simbirsk, Imperio ruso - 31 de diciembre de 1883 en San Petersburgo, Imperio ruso) fue un poeta, folclorista y etnógrafo ruso.
Entre sus obras más importantes se encuentran las aclamadas compilaciones «Загадки русского народа» [Los Misterios del Pueblo Ruso] (1876), "Los Sueños Paganos de Rusia" (1882) y «Записки Императорского Русского географического общества» [Fábulas y Leyendas de la Región de Samara] (1884).

## Trabajos
Las obras notables incluyen:
- «Русская земля, Жегули и Усолье на Волге» [Tierra Rusa, Zheguli y Usolye en el Volga], (en la revista «Беседа», 1872 , N.º 11 и 12),
- «Подвиги русских людей» [Hazañas Heroicas del Pueblo Ruso] (en «Грамотей», 1873 , número 1, 2, 3, 8, 11 и 12)
- «Загадки русского народа» [Los Misterios del Pueblo Ruso] (1876)
- «Языческие сны русского народа» [Los Sueños Paganos de Rusia] (1882), libro de texto
- «Наши землепроходцы» [Nuestros Exploradores] (1874, segunda edición 1897), libro de texto
- «Из летней поездки по Волге» [De un Viaje de Verano por el Volga] (en «Век», 1883, Libro I)
- «Сказки и предания Самарского края» [Fábulas y Leyendas de la Región de Samara] (en «Записки Императорского Русского географического общества» [Revista de la Sociedad Geográfica de Rusia Imperial] volumen 12) (1884)

También escribió poesía bajo los seudónimos D. Bolzhanin (Д. Волжанин) y Zhanrist (Жанрист).

## Legado
El legado poético de Sadóvnikov, quien murió en la pobreza y nunca ha recibido un amplio reconocimiento, generalmente se subestima. Por un lado, Dmitri Mirski lo consideró "digno de mención" y afirmó que era el segundo poeta ruso de la década de 1870 después de Nekrasov.
Sadóvnikov nunca ha recibido el crédito debido ni siquiera por su poema más famoso, Iz-za ostrova na strezhen ("El Carnaval ha Terminado"). Ambientada en una melodía popular popular, esta pieza sobre ataman Steñka Razin es ampliamente considerada como parte del folklore musical ruso.